# Bison (Dacota do Sul)
Bison é uma cidade  localizada no estado norte-americano de Dacota do Sul, no Condado de Perkins.

## Demografia
Segundo o censo norte-americano de 2000, a sua população era de 373 habitantes. 
Em 2006, foi estimada uma população de 342, um decréscimo de 31 (-8.3%).

## Geografia
De acordo com o United States Census Bureau tem uma área de 
2,6 km², dos quais 2,6 km² cobertos por terra e 0,0 km² cobertos por água. Bison localiza-se a aproximadamente 848 m acima do nível do mar.

## Localidades na vizinhança
O diagrama seguinte representa as localidades num raio de 68 km ao redor de Bison. 